# 白斑角鯊
白斑角鯊（學名：Squalus acanthias），又名棘角鯊或薩氏角鯊，軟骨魚綱角鯊目角鯊科的其中一種，是一種很著名的角鯊屬成員。牠們的特徵是在兩個背鰭上都有鰭棘，且沒有臀鰭。牠們分佈世界上大部份的淺水及海面海域，尤其是在溫帶的水域。

## 形態及行為
白斑角鯊背鰭有鰭棘，沒有臀鰭，背部有白點。尾鰭有不同稱的突，形成了歪形尾。雄性約於11歲時達至性成熟，長0.8至1米。雌性約於18至21歲性成熟及較雄性稍大，達1至1.24米。牠們的身體呈灰褐色及反蔭蔽。雄性的一對腹鰭變成了輸送精子的器官，稱為「鰭腳」，於交配時將鰭腳伸入雌性的陰溝中。
白斑角鯊的鰭棘是用來保護自己的：當被捕捉曷，牠會屈曲身體，以棘來割傷捕獵者。棘的底部會分泌輕微的毒素。
白斑角鯊的群族達數百至數千條。群族一般會由差不多體型及性別所組成。牠們以硬骨魚、細少的鯊魚及多種無脊椎動物為食物。牠們亦是其他大型魚類、其他鯊魚及水中的哺乳動物的獵物。
白斑角鯊是卵胎生的。卵子在母體內受精。雄性會將鰭腳伸入雌性的輸卵管，並沿鰭腳上部份的溝排出精子。在受精後，卵子會由一層薄膜所包圍，一般會包裹幾顆卵子。牠們會在冬季交配，妊娠期長達22至24個月，是脊椎動物中最長的。每胎平均約有6至7條幼鯊，最多及最少分別可達11條及12條。

## 用途
白斑角鯊在歐洲、美國、加拿大、新西蘭及智利都會用作食物。魚肉主要銷往英格蘭、法國、比荷盧三國關稅同盟的國家及德國。鰭及尾巴則會作為價值較次等的魚翅。牠們會被作為肥料、肝油及飼料，加上牠們的體型，很適合作為實驗教學的材料。